# Skipjack osztály
A Skipjack osztály amerikai nukleáris meghajtású vadásztengeralattjáró-osztály (SSN), melyet az amerikai haditengerészet részére fejlesztettek ki a második világháborút követő évtizedben. A tervezés során a USS Albacore üzemeltetési tapasztalatait messzemenőkig figyelembe vették. A hat egység 1958 és 1960 között került legyártásra, majd az elsőt 1959-ben, az utolsót 1961-ben állították szolgálatba. A USS Scorpion elvesztése után harminc évvel, az 1990-es évek második felében mind az ötöt kivonták az aktív állományból. A Los Angeles osztály hadrendbe állásáig a leggyorsabb amerikai nukleáris meghajtású tengeralattjáró volt, vízfelszín alatt a 33 csomós sebesség elérésére is képes volt. Főfegyverzete hat 533 mm-es torpedóvető cső, javadalmazása csövenként négy torpedó volt, összesen huszonnégy darab, elrendezése modulrendszerben megegyezett az első negyvenegy ballisztikusrakéta-hordozó tengeralattjárón alkalmazottal. A hat egység építése során, ahogy az Albacore esetében is, nagy szilárdságú, HY–80 típusú acéllemezeket és -elemeket alkalmaztak.

## A Skipjack osztály egységei
Hadrendi számaik nem folytonosan egymást követik, mivel a USS Triton és a USS Halibut számára az 586. és 587. sorszámot lefoglalták.
| Név          | Sorozatszám | Gyártó                                        | Gerincfektetés      | Vízre bocsátás     | Szolgálatba állás | Tartalékba helyezés | Hadrendből kivonás | Honi kikötő | Státusz |
| ------------ | ----------- | --------------------------------------------- | ------------------- | ------------------ | ----------------- | ------------------- | ------------------ | ----------- | ------- |
| USS Skipjack | SSN 585     | Electric Boat                                 | 1956. május 29.     | 1958. május 26.    | 1959. április 15. | na.                 | na.                | na.         | kivonva |
| USS Scamp    | SSN 588     | Mare Island Naval Shipyard                    | 1959. január 23.    | 1960. október 8.   | 1961. június 5.   | na.                 | na.                | na.         | kivonva |
| USS Scorpion | SSN 589     | Electric Boat                                 | 1958. augusztus 20. | 1959. december 29. | 1960. július 29.  | na.                 | na.                | na.         | kivonva |
| USS Sculpin  | SSN 590     | Ingalls Shipbuilding, Pascagoula, Mississippi | 1958. február 3.    | 1960. március 31.  | 1961. június 1.   | na.                 | na.                | na.         | kivonva |
| USS Shark    | SSN 591     | General Dynamics Corporation                  | 1958. február 24.   | 1960. március 16.  | 1961. február 9.  | na.                 | na.                | na.         | kivonva |
| USS Snook    | SSN 592     | Ingalls Shipbuilding, Pascagoula, Mississippi | 1958. április 7.    | 1960. október 30.  | 1961. október 24. | na.                 | na.                | na.         | kivonva |

## Külső hivatkozások
- A US Navy vadász-tengeralattjárói Archiválva 2008. november 22-i dátummal a Wayback Machine-ben (angolul)
- A Los Angeles osztály a GlobalSecurity.org oldalán (angolul)